# Bleacher Report
Bleacher Report — сайт, предоставляющий новостную информацию и мнения болельщиков о спортивных событиях.
Сайт был запущен в феврале 2008 года калифорнийскими предпринимателями Дэйвом Финоччио, Зандером Фреундом, Брайаном Голдбергом и Дэйвом Неметцем. Целью создания этого сайта стало предоставление платформы для блогеров и журналистов-любителей, чтобы те имели возможность опубликовать свои работы. Сам сайт охаректиризовывает себя как «система с открытым исходным кодом … в котором инструменты для создания, совершенствования и отзывов доступны для всех членов, независимо от звания и опыта».
В октябре 2008 года Bleacher Report получил финансирование в размере 3,5 млн долларов.
В июне 2010 года бывший управляющий Fox Sports стал главным исполнительным директором.
В феврале 2011 года было объявлено о начале сотрудничества между Bleacher Report и SeatGeek, согласно которому последняя будет предоставлять расписания, результаты и доступ ко вторичному рынку продажи билетов.
В августе 2012 года Turner Broadcasting System купил Bleacher Report. Сумма сделки оценивалась в районе 175 млн долларов.